# 萧军
蕭軍（1907年7月3日—1988年6月22日），原名劉鴻霖，曾用名劉吟飛、劉羽捷、劉蔚天、劉毓竹，筆名除“蕭軍”外，還有酡顏三郎、田軍、三郎、郎華等，男，遼寧錦州人，中國左翼作家，“東北作家群”的領軍人物。

## 生平
蕭軍成長在一個舊式的大家庭中，母親在他出生七個月後就不堪丈夫毒打而服毒自殺，這使他的幼年在缺乏母愛的環境中度過。他的祖父是佃農，父親是木工，8歲那年家業破敗，為了逃債，舉家遷移。蕭軍10歲那年隨父親來到長春，在那裡開始接受正規教育。但他性格剛毅、反抗性強，後被開除學籍。
1925年蕭軍參軍入伍，在部隊裡，他學習了古文和舊詩的寫作，並頗有造詣。1929年蕭軍考入張作霖在瀋陽主辦的“東北陸軍講武堂”第九期，後因冒犯長官被開除。這時期他開始用白話文寫作。1929年蕭軍完成了他的第一篇白話小說《懦……》。1931年九一八事變爆發後，他參與組織抗日義勇軍，1932年因消息敗露逃往哈爾濱。在哈爾濱繼續進行抗日反滿鬥爭，並認識蕭紅。1933年與蕭紅同居，後出版了第一部小說、散文合集《跋涉》，其中有他6個短篇。1934年夏天和蕭紅離開東北來到青島，在此完成了他的成名作《八月的鄉村》。
1934年11月到上海，得到魯迅親自指導，參加了《海燕》和《作家》等雜誌的編輯工作。1935年7月長篇小說《八月的鄉村》由蕭軍自費出版，魯迅、周揚、胡喬木都給予了高度評價，魯迅不光為該書作序，還著文攻擊批評該書的青年左翼作家張春橋。但後來他的作品由於贊成周揚等左翼作家主張的國防文學而遭到魯迅等另外一些左翼作家的批評。1937年抗戰爆發後，蕭軍積極投入抗戰洪流中。1938年1月27日他同蕭紅、艾青、田間、聶紺弩去山西臨汾“民族革命大學”任教，但由於和“民大”校長閻錫山的矛盾而離職，隨後前往西安，途經延安時受到毛澤東、周恩來等中國共產黨的領導接見。在西安，他與蕭紅分手，後與王德芬相識並相戀，結為夫妻。
1940年6月蕭軍第二次來到延安，在文藝抗敵協會工作，並組織了魯迅研究會。
1942年10月，延安召開了有兩千多人參加的“魯迅逝世六周年紀念大會”，蕭軍在大會上宣讀了他的《備忘錄》，為王實味說話，遭到其他共產黨作家的批判。
1946年蕭軍重返哈爾濱，先後擔任了東北大學魯迅藝術文學院院長、魯迅文化出版社社長、《文化報》主編等職務。後因為《文化報》與《生活報》論爭事件，蕭軍成為“階級鬥爭”的犧牲品，被排斥出文藝界。1949年以後先在撫順總工會從事戲劇創作和研究。
1951年他調至北京市“文物組”當文物研究員，不專門從事寫作但他沒有停止寫作，先後寫出了《五月的礦山》《吳越春秋史話》等大量作品。在“文化大革命”中他受到了迫害。1966年8月23日，萧军写下《国子监》一诗：“烈火堆边喊打声，声声入肉地天惊。藤条皮带翻空舞，棍棒刀枪闪有风。俯伏老翁呈瘦脊，恐惶妇女裂褫裎。英雄猛士多年少，袒露臂章耀眼红。”“四人幫”被整肅後，蕭軍得到平反，恢復了名譽。之後他依然辛勤寫作，筆耕不輟。
1988年6月22日在北京逝世。

## 作品
- 《跋涉》（短篇小說合集）與蕭紅合著，1933年10月，自費於哈爾濱“五日畫報社”出版
- 《八月的鄉村》（長篇小說）1935年7月，自費印于上海容光書局
- 《羊》（短篇小說選）1936年1月，上海文化生或出版社；1981年，廣東人民出版社
- 《江上》(短篇小說選)1936年8月，上海文化生或出版社
- 《綠葉底故事》（詩、散文合集）1936年12月，上海文化生或出版社
- 《第三代》(1～2部，長篇小說)1937年12月，上海文化生或出版社；1947～1948，哈爾濱魯迅文化出版社
- 《十月十五日》（小說、散文集）1937年，上海文化生或出版社
- 《涓涓》（中篇小說）1937年9月，上海燎原出版社
- 《側面》(報告文學)1938年11月，成都跋涉書店；續集《從臨汾到延安》，1941，香港海燕書店
- 《幸福之家》(四幕話劇)1940年5月，重慶上海雜誌公司
- 《蕭軍傑作選》(綜合集)1947年，上海新象書店
- 《五月的礦山》(長篇小說)1954年11月，北京作家出版社
- 《過去的年代》(上下冊，長篇小說)，1957年6月，北京作家出版社
- 《吳越春秋史話》(上下冊，長篇小說)1980年7月，黑龍江人民出版社
- 《蕭軍近作》(詩文選輯)1981年1月，四川人民出版社
- 《蕭軍五十年文集》(綜合集)1981年，黑龍江人民出版社
- 《我的童年》(自傳)1982年，黑龍江人民出版社
- 《從臨汾到延安》（散文集）1983年，山西人民出版社
- 《第三代》（上下卷，長篇小説）1983年，黑龍江人民出版社
- 《蕭軍戲劇集》（戲劇）1984年，黑龍江人民出版社
- 《人與人間：蕭軍回憶錄》（回憶錄）2006年，中國文聯出版社
- 《蕭軍：延安日記1940-1945》（上下卷，日記）2013年，牛津大學出版社
- 《蕭軍：東北日記1946-1950》（日記）2014年，牛津大學出版社
- 《蕭軍日記補遺》（日記）2014年，牛津大學出版社
- 《蕭紅書簡：蕭軍編注》（書信）2014年，牛津大學出版社
- 《我的文革檢查：蕭軍自訟錄》（交代材料）2016年，牛津大學出版社

## 紀念
- 蕭軍故居 (淩海市)：位於遼寧省淩海市沈家台鎮下碾盤溝村，距錦州約45公里。故居修繕工作於2007年7月3日竣工。
- 蕭軍故居：位於北京市西城區鴉兒胡同6號院。
- 蕭軍文化廣場：位於遼寧省淩海市沈家台鎮下碾盤溝村。2007年7月3日落成。該廣場以“八月的鄉村”為主體建築，造型獨特。正面有蕭軍雕像，上面還有他的代表作《八月的鄉村》。裡面有展現《八月的鄉村》背景的“半景畫”，還有展覽室、陳列室、學術廳和多功能廳等。

## 影視形象
- 2013年電影《蕭紅》，由霍建起導演，宋佳主演，其中蕭軍的角色由黃覺扮演。
- 2014年電影《黃金時代》，由許鞍華導演，湯唯主演，其中蕭軍的角色由馮紹峰扮演。
- 2019年香港電台紀錄片《跋涉者蕭紅》，由魏時煜編劇導演，為RTHK華人作家系列III之中一集。該系列獲得當年香港電視欣賞指數第4名。
- 2022年紀錄片《蕭軍六記》，由魏煜格編劇導演，在新加坡華語電影節做全球首映。